# Ricardo Gallén
Ricardo Jesús Gallén García (Linares, provincia de Jaén, España, 12 de marzo de 1972) es un guitarrista clásico español.

## Formación
Inició su formación en el Conservatorio de Linares, continuando en el Conservatorio de Jaén, con Víctor Valls, y los de Córdoba, Madrid y Granada, bajo la tutela de los profesores, Miguel Barberá, Demetrio Ballesteros y Carmelo Martínez respectivamente. 
Posteriormente, estudió Guitarra y Música Antigua en las Universidades de Salzburgo (Mozarteum) y Munich, con los Maestros Fisk, Eglhuber, Spiri, Gilbert, Hübscher y Clerch, graduándose en 1999 en la Meisterklasse (Clase de Maestros) en la Hochschule für Musik en Múnich Alemania con Joaquín Clerch. 
Además, ha recibido lecciones magistrales por destacados intérpretes del panorama guitarrístico, como Miguel Ángel Girollet, José Tomás, Manuel Abella, José Luis Rodrigo, Flores Chaviano, Francisco Ortiz, Joaquín Clerch, Antoni Spiri, Jürgen Hübscher y Christoph Eglhuber.

## Actividad concertística
Ricardo Gallén participa como intérprete en conciertos que tienen lugar en distintos lugares, tanto en España (Madrid, Barcelona, Santander, Oviedo, Córdoba, Sevilla, Granada, Murcia, etc.) como en el resto del mundo: Italia, Austria, Alemania, Bélgica, Polonia, Finlandia, Portugal, Francia, Bulgaria, México, Chile, Argentina, Cuba, Grecia, Eslovaquia, USA, Croacia, Noruega, Dinamarca, Hungría, Rumanía, Israel, Egipto, Jordania, Líbano y Rusia.
Sus interpretaciones tienen lugar como solista, músico de cámara e invitado por distintas orquestas entre las que se pueden citar: Vogtland Philharmonie Greiz-Reichenbach en Alemania, Orquesta Sinfónica de Valencia, Orquesta Sinfónica del Vallès, Real Orquesta Sinfónica de Sevilla, Orquesta Filarmónica de Tampere en Finlandia, Royal French Community Orchestra en Bélgica, Orquesta Sinfónica de Europa, Orquesta Sinfónica de Alicante, Orquesta Sinfonieta de Barcelona, Orquesta del Principado de Asturias, Orquesta Nacional de la Radio Televisión de Rumanía, Orquesta de la Academia de Música de Jerusalén, Orquesta Sinfónica de Matanzas en Cuba, Orquesta Filarmónica de Lublin en Polonia, Orquesta Ciudad de Granada, Orquesta Sinfónica de Málaga, Orquesta Filarmónica de San Petersburgo, Orquesta Filarmónica de Moscú, Orquesta Sinfónica de Extremadura, Orquesta Sinfónica de Monterrey en México, Le Concert des Nations, etc., Estas colaboraciones se han producido de la mano de directores como Maximiano Valdés, Sergiu Comissiona, Leo Brouwer, Mónica Huggett o Jordi Savall y en salas como la del Concertgebouw de Ámsterdam, Sala Shostakovich en San Petersburgo o la Sala Tchaikovski de la Filarmónica de Moscú.
Ha sido escogido por los compositores Tomás Villajos, Ernesto Halffter y Joaquín Clerch para el estreno de algunas de sus obras, se puede citar el “Concierto de Cáceres” de este último.

## Docencia
Imparte Clases Magistrales en distintas localidades de España, Austria, Alemania, Polonia, Israel, USA, Chile, Líbano, Portugal, México, Noruega, Rusia, Eslovaquia, Francia, Grecia y Rumanía.
Entre 2001 y 2005 ha sido profesor de Guitarra en la Escuela Luthier de Artes Musicales de Barcelona.
Ha colaborado en la impartición de clases con el catedrático de la Universidad Mozarteum de Salzburgo Eliot Fisk.
Ha sido profesor en el Master de Guitarra Clásica e Interpretación Musical de la Universidad de Extremadura (Cáceres), en varias ediciones, dirigiendo dicho Master en 2009.
Desde octubre de 2009 está contratado como profesor de guitarra por la Hochschule für Musik "Franz Liszt" en Weimar.

## Jurado
Asimismo, ha participado como jurado en concursos internacionales: Coria, Volos, Krynica, Hallein, Velbert (Andrés Segovia), Alcoy (Alhambra), Miami (GFA), Madrid (Joaquín Rodrigo), o Benicassim (Francisco Tárrega).

## Premios
Durante su carrera ha participado en distintos concursos y certámenes, citamos a continuación las menciones obtenidas: 
- 1º Premio “ex aequo” en el “III Concurso Internacional de Guitarra de Cantabria 1990”.
- 1º Premio en el “I Gran Premio Internacional de Guitarra de España 1993”.
- Mención de Honor “Fin de Carrera” en 1993.
- 3º Premio en el “II Concurso Internacional de Guitarra Ciudad de Linares 1995”.
- 1º Premio en el “XXXII Internationaler Instrumentalwettbewerb Markneukirchen 1997” en Alemania.
- 1º Premio y Premio Especial del Público en el “II Concurso Internacional de Guitarra Paco Marín 1997”.
- Premio Especial a la Mejor Interpretación de la Obra de Tárrega en el “XXXI Certamen Internacional Fco. Tárrega 1997”.
- 1º Premio y Premio Especial a la Mejor Interpretación de la Obra de Enrique Igoa en el “XIV Certamen Internacional de Guitarra Andrés Segovia 1998” en La Herradura, Granada.
- 1º Premio en el “IV Concurso Internacional de Guitarra Alhambra 1998”.
- 2º Premio y los Dos Premios Especiales a la Mejor Interpretación de la Obra de Jukka Tiensuu en el “I International Leo Brouwer Guitar Competition 1998” en Tampere, Finlandia.
- 2º Premio, Premio Especial del Público y Premio Especial a la Mejor Interpretación de la Obra de Tárrega en el “XXXII Certamen Internacional Fco. Tárrega 1998”.
- 2º Premio en el “VI Concurso Internacional Printemps de la Guitare 1998” en Walcourt, Bélgica.
- 1º Premio y Premio Especial del Público en el “XXXIII Certamen Internacional Fco. Tárrega 1999”.
- 2º Premio “ex aequo” en el “II Certamen Internacional Julián Arcas 2001”
- 1º Premio y 5 Premios Especiales (Mejor interpretación de la obra obligatoria cubana, Premio Especial Leo Brouwer, Premio de la Asociación de Músicos de la Unión Nacional de Escritores y Artistas de Cuba, Premio de la Empresa de Grabaciones y Ediciones Musicales, y Premio del Instituto Cubano de Radio y Televisión) en el XI Concurso Internacional de Guitarra de La Habana, Cuba 2002.

## Discografía
Realiza diversas grabaciones para la Radio y Televisión de España, Finlandia, Bélgica, Rumania, Alemania, Cuba, México, Corea del Sur, Hungría  y Bulgaria. 
Ha grabado cinco discos para el sello NAXOS interpretando música de Giuliani, Brouwer, Takemitsu, etc., así como todos los conciertos para guitarra y orquesta del maestro Rodrigo, acompañado por la Orquesta Sinfónica del Principado de Asturias bajo la batuta de Maximiano Valdés:
- CLASSICAL CHILLOUT - The Essential Collection
- GUITAR RECITAL: Ricardo Gallen
- GIULIANI: Variations
- REGONDI: Airs Varies / Reverie, Op. 19 / MERTZ: Bardenklange, Op. 13
- RODRIGO: Concierto de Aranjuez / Concierto Andaluz (Complete Orchestral Works, Vol. 2)
- RODRIGO: Concierto Madrigal / Concierto para una Fiesta (Complete Orchestral Works, Vol. 5)
- SOR: Guitar sonatas
- BACH: Complete lute works
- RICARDO GALLÉN- EN SILENCIO: Latin American guitar music